# Трюфель білий
Трю́фель білий (лат. Choiromyces venosus, також Choiromyces meandriformis) — вид аскомікотових грибів родини трюфелевих (Tuberaceae).

## Назва
Видовий епітет venosum, що використовувався Еліасом Магнусом Фрісом, означає жилкуватий, що стосується зовнішнього виду глеби (м'якушу). Епітет meandriformis, запропонований Карло Віттадіні, — «меандроподібний», також стосується звивистої структури плодового тіла. Інші нази: труфель трансільванський, коров'ячий гриб.

## Опис
Плодові тіла — вторинно замкнуті апотеції, повністю заглиблені в ґрунт або трохи виступають на поверхню, неправильної форми, дещо подібні на бульби картоплі, 2-8 (до 12) см в найбільшому вимірі, з гладкою поверхнею. У молодих грибів забарвлення білувате, згодом стає жовто-бурим, у старих грибів часто з червонуватими плямами.
М'якуш гриба щільний, міцний, білуватий, у зрілих грибів з помітними стерильними лабіринтоподібними звивистими прожилками. Запах сильний, у старих грибів неприємний. Смак дещо подібний до вареної кукурудзи із горіховим присмаком.
Спори 22-30 мкм в діаметрі, кулястої форми, покриті шипиками і відростками до 6 мкм завдовжки, блідо-коричневого кольору. Аски 100—200 × 50-60 мкм, восьмиспорові.
У деяких країнах (Німеччині, Росії, Швеції, Угорщині) вважається делікатесним їстівним грибом. В Іспанії, Франції та Італії вважається, навпаки, отруйним грибом, що викликає шлунково-кишкове отруєння. В Іспанії трюфель трансільванський занесений в список видів, продаж яких заборонено. Є також відомості про токсичність тільки перестиглих плодових тіл, а також про необхідність термічної обробки.

### Подібні види
- Choiromyces magnusii (Mattir.) Paol., 1889 — південноєвропейський вид, утворює мікоризу з ладанником, відрізняється дрібнішими плодовими тілами і спорами, покритими округлими бородавками.
- Terfezia arenaria (Moris) Trappe, 1971 і Terfezia leptoderma Tul. & C.Tul., 1841 — відрізняються правильнішою формою плодових тіл (кулястою або грушоподібною) з рівнішою поверхнею.
- Tuber magnatum Picco, 1788 — відрізняється іншим запахом і смаком, а також жовтуватим забарвленням, ніколи не виступають на поверхню.

## Екологія, ареал
Виростає під дубом і деякими хвойними (ялиною, псевдотсугою, тсугою, сосною).
Широко поширений в Європі, відомий з наступних країн: Австрія, Бельгія, Болгарія, Велика Британія, Угорщина, Німеччина, Данія, Литва, Люксембург , Польща, Росія, Сербія, Словаччина, Словенія, Україна, Чехія, Швейцарія, Швеція. Є повідомлення про знаходження білого трюфеля в Антарктиді. У Північній Америці відомий з Орегону, Каліфорнії та Західної Вірджинії.
Досить рідкісний по всьому ареалу: внесений до Червоної книги Німеччини (під серйозною загрозою зникнення), Данії, Литви (зникаючий), Болгарії, Польщі (рідкісний), Швейцарії (близький до вразливого). До 2005 року включався в Червону книгу Швеції як вид з нез'ясованим статусом, у виданні 2010 року виключений з неї.

## Таксономія
Нині[коли?] типовий вид роду Choiromyces meandriformis на основі морфологічних характеристик зазвичай визнається ідентичним раніше описаному Mylitta venosa. В цьому випадку вірною назвою є Choiromyces venosus. Однак молекулярно-генетичні дослідження типових зразків цих таксонів, які могли б підтвердити або спростувати їх синонімічність, не проводилися.

### Синоніми
- Choiromyces gangliiformis Vittad., 1831
- Choiromyces gibbosus (Dicks. ex) J.Schröt., 1893
- Choiromyces meandriformis Vittad., 1831типовий
- Lycoperdon gibbosum sensu Dicks., 1790
- Mylitta venosa Fr., 1830
- Rhizopogon albus (With. ex) Wallr., 1833
- Rhizopogon meandriformis (Vittad.) Corda, 1854
- Tuber album With., 1796, nom. illeg.